# The Aryan

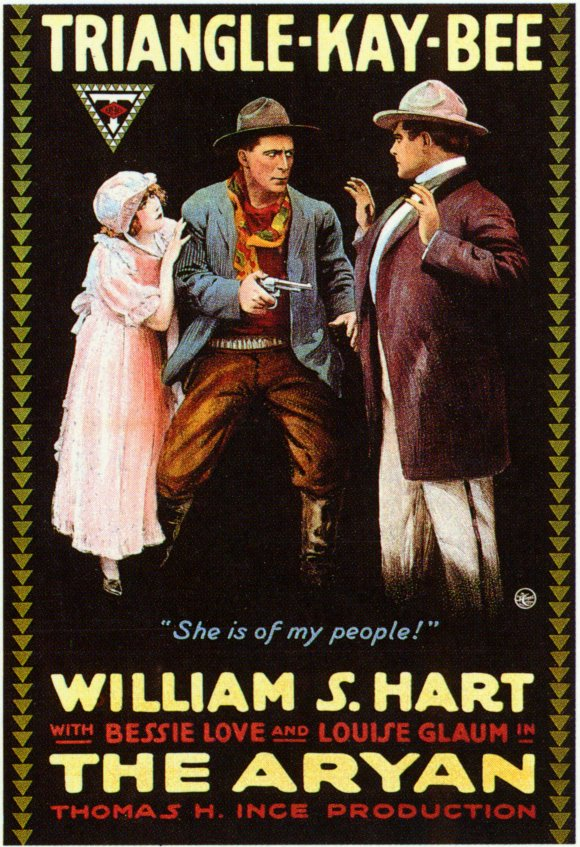
Poster do filme The Aryan.

The Aryan é um filme mudo do gênero faroeste produzido nos Estados Unidos e lançado em 1916.